# Pirulintia angelinae
Pirulintia angelinae är en skalbaggsart som beskrevs av Alberto M. Simonetta och Teocchi 1995. Pirulintia angelinae ingår i släktet Pirulintia och familjen långhorningar. Inga underarter finns listade i Catalogue of Life.